# Niente di importante
Niente di importante è il secondo album della cantante Pamela Petrarolo, uscito nell'aprile 1995.
È stato pubblicato dalla RTI Music e distribuito dalla Dischi Ricordi.

## Descrizione
Come il precedente, quest'album è stato massicciamente pubblicizzato all'interno della trasmissione Non è la Rai, dal quale è nato il progetto per questo album, ma al contrario del primo lavoro, questo album contiene solo una traccia in lingua inglese, la cover di Whole Lotta Shakin' Goin' On di Jerry Lee Lewis, mentre le restanti nove tracce inedite trattano il tema dell'amore adolescenziale e sono cantate in lingua italiana.
Della prima traccia, che dà il titolo all'album, ne è stata in seguito eseguita una cover da Raffaella Carrà, inserita nell'album Carramba che Rumba del 1996.

## Tracce
1. Niente di importante – 3:11 (testo: Francesco Migliacci Junior – musica: Stefano Acqua)
2. Difendimi – 3:44 (testo: Francesco Migliacci Junior – musica: Riccardo Eberspacher, Mauro Goldsand)
3. Lasciami andare – 4:00 (testo: Francesco Migliacci Junior, Francesco Palazzolo – musica: Francesco Migliacci Junior, Francesco Palazzolo)
4. Ma che dici – 3:15 (testo: Stefano Acqua, Francesco Migliacci Junior – musica: Stefano Acqua)
5. Ahi ahi – 3:39 (testo: Francesco Migliacci Junior – musica: Francesco Palazzolo, Roberto Zappalorto)
6. Whole Lotta Shakin' Goin' On – 3:14 (D. Sunny, W. David)
7. Io ti avrò – 3:26 (Peppi Nocera, Stefano Acqua, Stefano Magnanensi)
8. Fammi sognare – 3:46 (testo: R. Zappalorto, F. Palazzolo – musica: R. Zappalorto, F. Palazzolo)
9. La tua Barbie – 3:47 (Peppi Nocera, Franco Bracardi, A. Della Rosa)
10. Ti odio, ti amo – 3:50 (Peppi Nocera, Franco Bracardi, A. Della Rosa)